# Documentalista
Els documentalistessón professionals formats per a gestionar la informació dins de les organitzacions, amb independència del suport en què es trobi (generalment els documents solen ser fonts d'informació audiovisual). Dominen les característiques i els diferents tipus de documents que es troben als diferents suports i formats (paper o digital). A més, són capaços d'analitzar, fixar i millorar els fluxos d'informació organitzativa per a la millora de la productivitat. La seva formació és inter-disciplinar, per això els documentalistes tenen una gran capacitat d'adaptació davant les noves situacions i necessitats de les organitzacions.
La professió de documentalista  s'exerceix en el sector privat o en el sector públic. Segons E. De Grolier, « La professió de documentalista és una professió d'intermediari la funció essencial de la qual és posar en contacte els que necessiten saber amb els que saben..».

## Història
La professió de documentalista és relativament recent, data d'un segle i de fet es va construir amb relació a les professions molt més antigues d'arxiver i documentalista.Va heretar parcialment la seva tecnicitat i funcionalitat. Això pot generar una certa confusió pel que fa a la percepció de la seva vocació real, sobretot perquè avui la imatge del documentalista té dificultats per desmarcar-se de la de les seves disciplines fundadores.
Paul Otlet i Henri La Fontaine van ser els primers a utilitzar el terme documentació. La professió de documentalista es va desenvolupar amb la revolució industrial i la creació de nous sectors d'activitat econòmica que van comportar el desenvolupament de les activitats documentals, el tractament de la informació i la creació de centres de documentació. La professió comença a prendre forma gràcies a que uns quants documentalistes, com Suzanne Briet, van entendre la necessitat d'utilitzar mètodes concrets per a documentalistes.
L'any 1926, a Praga, es van posar les bases de l'IFLA (Federació Internacional d'Associacions i Institucions de Biblioteques).
L'any 1931, la Unió Francesa d'Organitzacions de Documentació es va constituir. És un autèntic laboratori d'investigació que especifica la terminologia, les normes i els estàndards de la professió ; també és un espai d'intercanvi i formació entre documentalistes, comissaris, documentalistes i arxivers.
El 1947 es va crear l'Associació Belga de Documentació (ABD-BVD), el caràcter de la qual és essencialment científic; té com a objectiu l'estudi i promoció de professions vinculades a la gestió de la informació en general i a la documentació en particular.
L'any 1950 es va crear l'INTD, la primera escola nacional autoritzada per formar tècnics de documentació i expedir diplomes de documentalista. L'any 1951, es va publicar l'obra de Suzanne Briet « Qu'est-ce-que la documentation ? ».
L'any 1963, es va fundar l'Associació de Professionals de la Informació i la Documentació (ADBS). ; el 2011, tenia 4.100 membres inscrits.
La dècada de 1970 va veure una bogeria per a la professió, especialment amb l'arribada de la informàtica documental, les tecnologies de la informació i Internet.
Moltes empreses, administracions i mitjans de premsa tenen els seus propis centres de documentació. En cas contrari, s'adrecen a empreses o professionals independents que tinguin aquesta especialitat. Alguns sectors estan ben representats : banca, assegurances, indústria farmacèutica i química, despatxos d'advocats, etc.). A això s'hi afegeixen associacions i organitzacions internacionals ( OCDE, UNESCO, etc.), així com fundacions i organitzacions no governamentals.
Actualment, el seguiment documental o estratègic és un aspecte essencial de la professió de bibliotecària. Aquesta activitat d'investigació de la informació centrada principalment en l'actualitat, ja sigui tecnològica, econòmica, financera, jurídica o cultural, és una ajuda essencial per a la presa de decisions per a tot tipus d'organitzacions. L'activitat de "vigilant" s'ha desenvolupat especialment gràcies a l'arribada d'Internet i al rendiment dels cercadors.
Independentment d'on treballi, el documentalista treballa principalment amb un ordinador i en línia. Les tecnologies de la informació i la comunicació (TIC) evolucionen molt ràpidament, la documentació està en constant evolució i els documentalistes professionals s'han de formar amb regularitat.

## Funció i associacions
Les funcions que poden exercir dins de les organitzacions passen per l'avaluació i l'anàlisi de la cadena documental (selecció, adquisició, realització de l'anàlisi documental  i organització dels dipòsits informatius), la cerca i la recuperació d'informació, l'edició de productes documentals –resums d'índexs o de premsa–, el tractament continu de la informació documental; a més a més de saber planificar i gestionar l'elaboració d'informes, memòries i estadístiques.
Les associacions professionals han jugat i tenen un paper important en el reconeixement de l'estatus dels documentalistes. : són l'interlocutor privilegiat entre l'Estat, l'empresa i el documentalista. L'ADBS, per exemple, va crear en el seu interior una comissió que va treballar molt en la creació del concurs interministerial de oficial d'estudis documentals. Creada finalment per decret de 19 de març de 1998
L'ADBS també va participar en l'establiment d'una certificació per promoure les competències professionals dels documentalistes. Aquest mecanisme és especialment útil per a persones que no tenen títols professionals però que exerceixen aquesta professió des de fa molt de temps. : l'obtenció d'un certificat els permet validar les seves competències professionals. És el reconeixement d'un " saber fer » de professió « fora de qualsevol marc fix ". La certificació fins i tot esdevindrà europea gràcies al projecte CertiDoc. ADBS es va retirar d'aquest procés europeu el desembre de 2010.

## Bibliotecaris vs. documentalistes
Les dues professions s'han oposat des de fa temps, amb els documentalistes que volen diferenciar-se dels seus col·legues bibliotecaris i que es reconegui la seva especificitat (tractament i anàlisi de continguts, difusió de la informació, recerca i seguiment ). Actualment, els punts de convergència entre determinats dispositius de documentació i biblioteques són cada cop més evidents : en primer lloc per l'arribada de les tecnologies, biblioteques que ofereixen les mateixes eines de recerca de la informació que els centres de documentació (bancs de dades, CD-ROM, Internet, etc.) ; per la forta arribada als dos sectors de l'economia i els mètodes de gestió utilitzats a les organitzacions (gestió, rendiment del servei, rendibilitat, qualitat, etc.) ; per l'aparició de preocupacions comunes relacionades amb el món de la informació (validesa i rellevància de la informació difosa, dret de la informació, societat de la informació). Finalment, el principal factor de convergència és sens dubte la presa de consciència del paper central de l'usuari/lector/usuari (alumne, estudiant, professor, públic especialitzat o ampli), que porta els documentalistes i documentalistes a destacar millor la seva acció i transmetre els seus coneixements.
Molts centres documentals tenen col·leccions d'obres o revistes en volums molt reduïts, o fins i tot ofereixen molt poques funcions de préstec, la seva funció es dedica més aviat a donar resposta a les necessitats del seu públic i dels serveis de l'organització. A França, la diferència també es refereix a la qüestió de l'estatus de les dues professions i de l'exercici de les professions, els documentalistes tenint una condició de funcionari de l'Estat o de les autoritats locals més assegurada. Aquesta qüestió ha evolucionat per als documentalistes des de 1989 i també amb les capes de documentació. En aquest context del servei públic a França, els marcs de pràctica entre documentalistes i documentalistes són força diferents i potser més" precari » per als documentalistes.
En aquests contextos professionals, la complementarietat existeix realment a diversos nivells : fons i col·leccions, espais i tecnologies que s'ofereixen, competències que les dues professions poden intercanviar. El seu interès (i el seu futur) també descansa en aquest intercanvi : aquesta és la direcció en què treballen les principals associacions, l'ABF i l'ADBS. De manera més àmplia, a partir dels anys 2000, el documentalista va afegir a les seves funcions "tradicionals" esmentades anteriorment altres com ara webmaster, "knowledge manager" (gestió del coneixement de l'empresa). La seva professió fins i tot pot canviar el seu nom com a resultat, sense perdre cap component de documentació.

## El documentalista audiovisual
Com el seu nom indica, aquest professional està especialitzat en l'explotació de recursos audiovisuals. El documentalista audiovisual dissenya, gestiona i explota un fons d'imatges sonores i/o fixes, o animades, actuals o patrimonials. Així, amb la mateixa facilitat, només pot treballar les imatges (parlem de documentalista -iconògraf, més rarament de fototeca), o només de sons. : un fonotecari. Pel que fa als vídeos, distingim per una banda el videoteca i per l'altra el documentalista de cinema, per a les pel·lícules de cinema. Igual que el documentalista general, ha d'analitzar i després descriure sintèticament els documents que integrarà a les bases de dades. Les tasques del documentalista audiovisual poden ser múltiples : segons el context, se li pot demanar que vetlli per la comunicació i la difusió dels fons i guiï la política d'adquisicions ; participar en el desenvolupament d'exposicions, assumir funcions editorials o fins i tot gestionar fons físics i digitals
Actualment, el documentalista audiovisual ha de conèixer la tecnologia digital i els seus requisits tècnics ( metadades, format d'intercanvi, qüestions legals, etc.). La qual cosa implica cada cop més posseir les qualitats necessàries per a la gestió de projectes : coneixements de producció i treball editorial, ergonomia de la distribució en línia, màrqueting i suport a la gestió de drets.
Així, les competències del documentalista audiovisual han de ser plurals: ha de ser capaç de dissenyar i aplicar els criteris de selecció, adquisició i arxiu propis de les col·leccions i fons audiovisuals. ; trieu formats i estàndards per explotar (preservar i distribuir) millor els vostres fons. Ha d'identificar i descriure el contingut dels recursos audiovisuals per facilitar-ne l'ús, dissenyar productes específics dedicats a la promoció de col·leccions : cartera, arxiu temàtic, bancs d'imatges o fins i tot organització d'exposicions. També ha de saber determinar i implementar tècniques de conservació de documents, i si cal supervisar-ne la digitalització. Finalment, ha de conèixer i aplicar la llei relativa al copyright i els drets d'imatge, saber liderar una negociació i sobretot gestionar un projecte en tots els seus aspectes. : mobilització de recursos humans i tècnics, control de costos, compliment de plecs i terminis.
Les activitats del documentalista  audiovisual s'organitzen al voltant de cinc grans àmbits : disseny, desenvolupament i distribució de fons audiovisuals ; migració de fons a digital ; gestió diària dels fons ; recerca i subministrament d'imatges als usuaris i valorització de fons.
Pel que fa a les competències, el documentalista audiovisual ha de tenir, doncs, una bona memòria visual, sentit de l'estètica i creativitat, bones habilitats interpersonals, ser sensible, tenir sentit de la comunicació i ser proactiu.
El documentalista pot treballar amb la mateixa facilitat en una empresa, on es troba més sovint al departament de comunicació, màrqueting o premsa. ; en instituts de recerca, agències fotogràfiques, museus i biblioteques.

## Treball en xarxa
La noció de xarxa es va integrar molt ràpidament pel món documental (biblioteques i centres de documentació). Ara conté tota la lògica del sistema documentalista i documental, local, nacional i internacional. L'objectiu principal en aquest context és la difusió i l'intercanvi d'informació, és a dir: préstec interdocumentalista, catalogació compartida, indexació compartida, interoperabilitat entre entitats, consulta remota de catàlegs són exemples de les possibilitats que ofereix la xarxa. L'intercanvi també es produeix de maneres menys formals a les llistes de discussió i fòrums professionals. La pertinença a una comunitat professional es veu reforçada per la xarxa. Així, encara que estigui aïllat a la seva empresa, a la seva escola o a la seva biblioteca, el professional se sent menys solitari, però unit a una professió, una professió. La xarxa augmenta l'accés a la informació. La noció de xarxa també destaca la posada en comú de recursos. En això es basa la idea de consorci actualment debatuda en el món professional.
Per als professionals de la informació que treballen estretament amb els empleats de les empreses, la “ xarxa » és sovint la dels mateixos serveis i departaments generalment desplegats a la intranet, sent llavors el documentalista un dels actors d'aquesta xarxa.

## Tecnologies de la informació i accés a la informació
L'arribada de les noves tecnologies de la informació i la comunicació facilita l'accés al coneixement. Tanmateix, la massa exponencial d'informació digital envaeix l'usuari diàriament. Aquest excés s'anomena generalment infoxicació. Anteriorment titular del coneixement i accés a mitjans físics que contenen coneixement, el documentalista  ha hagut de crear un nou paper davant d'aquest canvi. Actualment, el seu valor rau en el domini de les habilitats tècniques i pràctiques documentals amb l'objectiu d'acompanyar l'usuari en la recerca d'informació rellevant i verificada a través del web.

## El documentalista  i Internet
Des de l'arribada d'Internet, les pràctiques documentals han canviat. A diferència dels mitjans tradicionals i físics (edició en paper, cassets de vídeo, fotografies, etc.), el mitjà digital d'informació requereix noves pràctiques i nous coneixements més tècnics per poder-lo controlar. Els productes es creen d'una manera diferent, i s'adapten a les noves necessitats dels usuaris.
La gran revolució en la comunicació entre professionals i usuaris és l'aparició del correu electrònic. Gràcies a això, el documentalista escurça el temps que triga a transmetre la informació fins i tot als usuaris més llunyans, evitant així limitacions com els retards postals, el cost de l'estampació , etc. Des de la mateixa perspectiva, es faciliten els intercanvis professionals entre companys i les llistes de correu són una font d'informació de referència.
A més, la informació avui es presenta en forma de fluxos continus. Tanmateix, els milers de milions d'informació disponible a Internet no tenen tots el mateix valor i encara menys el mateix grau de fiabilitat. Ara està establert que la capacitat del documentalista per identificar i validar la informació que presenta a l'usuari és fonamental i representa un cert valor afegit. El documentalista s'ha de posicionar ara com a especialista en fluxos d'informació que ha de poder controlar a través dels seus coneixements de tecnologies i xarxes informàtiques. Ha d'ajudar" regular el flux d'informació » . Per tant, el professional de la documentació ha d'estar molt atent a la rellevància de la informació que selecciona. Les seves competències tècniques (sobretot la informàtica) s'han de desenvolupar al mateix nivell que les seves competències en el seu àmbit d'exercici professional i és necessari que ofereixi reserves fiables d'informació i productes documentals que corresponguin a les necessitats dels usuaris.

Les tecnologies de la informació han donat forma a la professió de documentalista, eliminant progressivament les barreres que la separaven de ciències germanes com la biblioteconomia o l'arxivística. De fet, avui dia, ja no es tracta només del professional de gestionar documents, sinó de gestionar la informació amb independència del seu suport, la seva naturalesa, etc. A més, les estructures documentals, precisament per les tecnologies de la informació que utilitzen, són alhora centres de documentació, centres d'arxius i biblioteques. El professional s'ha tornat versàtil. Alliberat del suport, el paper del professional de la informació documental és alhora el del documentalista, de l'arxiver o del bibliotecari.

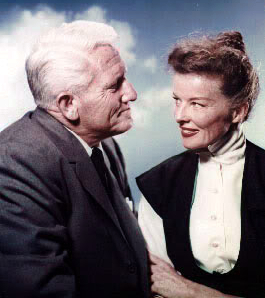
Tracy Hepburn a Desk_Set

## En la ficció
En el film Desk Set, Katharine Hepburn encarna Bunny Watson, una documentalista, cap del centre de documentació d'una gran companyia (un mitjà de comunicació), és una dona molt intel·ligent, emancipada i batalladora però el seu lloc de treball, com el de les seves companyes, està amenaçat per l'adquisició d'un gran ordinador, EMERAC (un dels primers exemples de l'ús de la informàtica a una comèdia), que podrà fer la feina.més ràpidament  
L'arribada de l'informàtic encarregat d'instal·lar l'equipament donarà lloc al conflicte i al canvi d'hàbits i de relacions de l'equip de documentalistes. L'enginyer de mètodes i expert en eficiència Richard Sumner és l'inventor d'EMERAC ("Memòria electromagnètica i calculadora aritmètica de recerca"), sobrenomenada "Emmy", un potent ordinador de primera generació (anomenat aleshores "cervell electrònic"). Entre en escena per veure com funciona la biblioteca i dimensionar-la per instal·lar una de les seves màquines massives. Quan el seu personal descobreix  l'ordinador, arriben a la conclusió que estan sent substituïts